# 베네딕트 비밀클럽
《베네딕트 비밀클럽》(영어: The Mysterious Benedict Society)은 2021년부터 디즈니+에서 공개된 미국의 어린이 모험 드라마이다. 트렌턴 리 스튜어트가 지은 아동 소설 《베네딕트 비밀클럽》을 원작으로 한다. 토니 헤일, 크리스틴 샬, 마미야 보아포, 라이언 허스트, 라일리 돌먼, 패트릭 길모어가 출연한다.
첫 번째 시즌은 8회로 구성되어 2021년 6월부터 디즈니+에서 공개되었다.

## 출연진

### 주연
- 토니 헤일 - 니컬러스 베네딕트 역
- 크리스틴 샬 - 넘버 투
- 마미야 보아포 - 론다
- 라이언 허스트 - 밀리건
- 지아 산두 - 퍼루멀
- 미스틱 인쇼 - 레이니 멀둔
- 세스 B. 카 - 조지 "꼬챙이" 워싱턴
- 에미 데올리베이라 - 케이트 웨더럴
- 마타 케슬러 - 콘스턴스 콘트레어

### 조연
- 사라 초드리 - 마티나 크로
- 캐서린 에번스 - 질슨
- 켄 코클 - 잭슨
- 섀넌 쿡 - 오시로 선생
- 리카르도 오르티스 - S. Q.
- 트레나 키팅 - 개리슨 박사